# Bob Tzudiker
Robert "Bob" Tzudiker (nacido el 28 de agosto de 1953) es un escritor y actor estadounidense. Tzudiker es más conocido por crear y escribir junto con su esposa Noni White el guion de Newsies, basado en la huelga de Newsboys de la vida real de 1899. Newsies comenzó siendo una «historia clásica de desvalidos extraída de los libros de historia»: inicialmente White y Tzudiker contactaron con el productor Michael Finnell para exponerle una idea para un drama no musical pero el director del estudio Disney, Jeffrey Katzenberg, redirigió el proyecto para convertirlo en un musical.
Comparte escribir crédito encima Disney  Tarzan, The Hunchback of Notre Dame, 102 Dalmatians y Anastasia. También contribuyó a la película El rey león y ha escrito guiones para todos los estudios importantes.
La versión de etapa de Newsies Marcha abierta 29, 2012, y cerró el 24 de agosto de 2014, grossing sobre $100 millones. El 2017 cine de tres días que muestra de Disney  Newsies: El Broadway Musical! Rompió ticketing registros de devenir el más altos-grossing acontecimiento de Broadway para datar de Fathom Acontecimientos.
Es un miembro de los escritores' rama de la Academia de Artes de Cuadro del Movimiento y Ciencias. Reciba varios nombramientos para la Annie Premio para Escribir en una Producción de Característica.
Es actualmente un Adjunct Profesor de Screenwriting en la División de Escritura para Pantalla y Televisión John Wells en USC Artes Cinemáticas.
Antes de empezar a escribir trabajó como actor, apareciendo en Total Recall, Cerro, Ruthless People, Hill Street Blues, entre muchos otros. Tzudiker es licenciado por la universidad de St. John en Annapolis, MD.

## Premios y nombramientos
| Año  | Premio                  | Categoría                                                                                    | Trabajo nominado | Resultado |
| ---- | ----------------------- | -------------------------------------------------------------------------------------------- | ---------------- | --------- |
| 1997 | Annie Premio            | Consecución Individual excepcional para Escribir en una Producción de Característica Animada | Tarzan           |           |
| 1999 | Annie Premio            | Consecución Individual excepcional para Escribir en una Producción de Característica Animada | Anastasia        |           |
| 2006 | #DVD Premios Exclusivos | Mejor Screenplay (para un DVD Premiere Película)                                             | Tarzan II        |           |